# Pesio
Il Pesio (Pes in piemontese) è un breve fiume (48,8 km), tributario del Tanaro, del Piemonte che scorre interamente in Provincia di Cuneo.

## Il corso del fiume
Nasce a circa 2600 m nei pressi della Punta Marguareis (Alpi Liguri) dalla confluenza di vari rami sorgentiferi.
Nel suo tratto altissimo nella valle omonima corre profondamente incassato con caratteri di torrente alpino all'interno del comprensorio del Parco naturale del Marguareis.
Discretamente ricco di acque scorre poi, con corso assai ripido (scende di circa 1800 metri in 10 km!), lambendo la Certosa di Pesio.
Da qui prosegue impetuoso ricevendo molti ruscelli e formando alcuni ghiaioni dai quali è possibile comprendere, viste le dimensioni dei ciottoli presenti, la violenza che il fiume può avere nei periodi di piena.
Bagnate le frazioni di Chiusa di Pesio, San Bartolomeo e Vigna, il fiume attraversa l'agglomerato principale del comune di Chiusa di Pesio e la valle si allarga.
Prosegue la sua corsa nell'altopiano monregalese, viene superato dalla Strada statale 28 del Colle di Nava con un ponte che fino al 1939 era percorso dal binario della tranvia Fossano-Mondovì-Villanova, e una volta giunto presso Rocca de' Baldi riceve le acque del torrente Brobbio, suo principale affluente.

Da qui diventa fiume e il suo corso si incassa profondamente per decine di metri nell'altopiano monregalese formando una valle di discreta ampiezza.
Giunto poi presso Carrù, sfocia alla sinistra del fiume Tanaro con una portata media di 7,8 m3/s..

### Principali affluenti
- Sinistra idrografica:
  - torrente Brobbio, che raccoglie anche le acque dello Josina e del Colla.
- Destra idrografica:
  - torrente Pogliola,
  - torrente Branzola[3].

## Aspetti idrologici

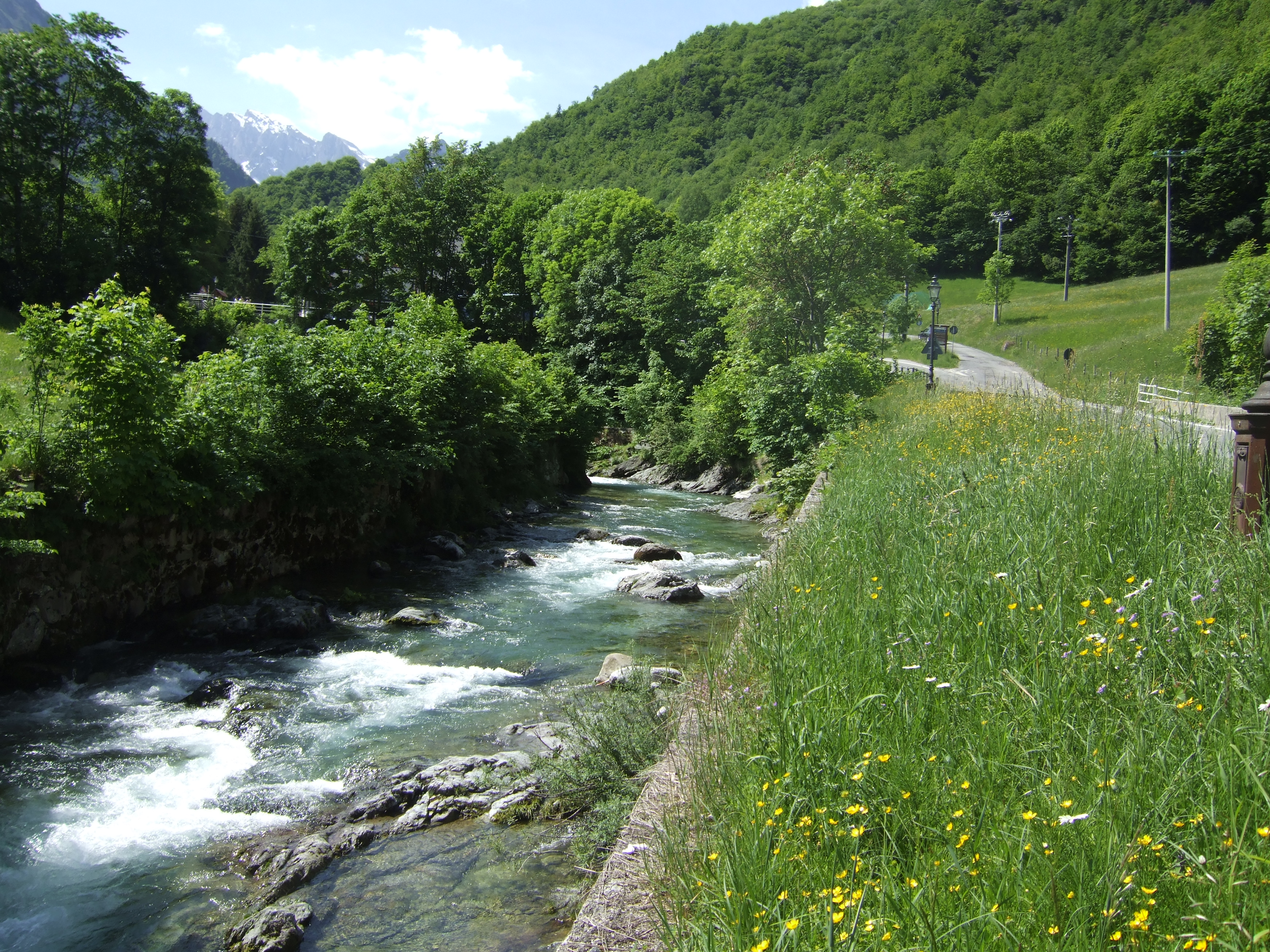
Il Pesio presso l'omonima certosa.

Il regime del Pesio è abbastanza costante, essendo alimentato in autunno dalle piogge ed in tarda primavera dallo scioglimento delle nevi delle Alpi Marittime. 
In realtà può risentire molto dell'andamento delle precipitazioni: in caso di piogge violente e prolungate il fiume è in grado di gonfiarsi molto rapidamente, soprattutto a causa della brevità del suo corso. Disastrosa fu la piena del luglio 2002.

### Le sorgenti del Pis

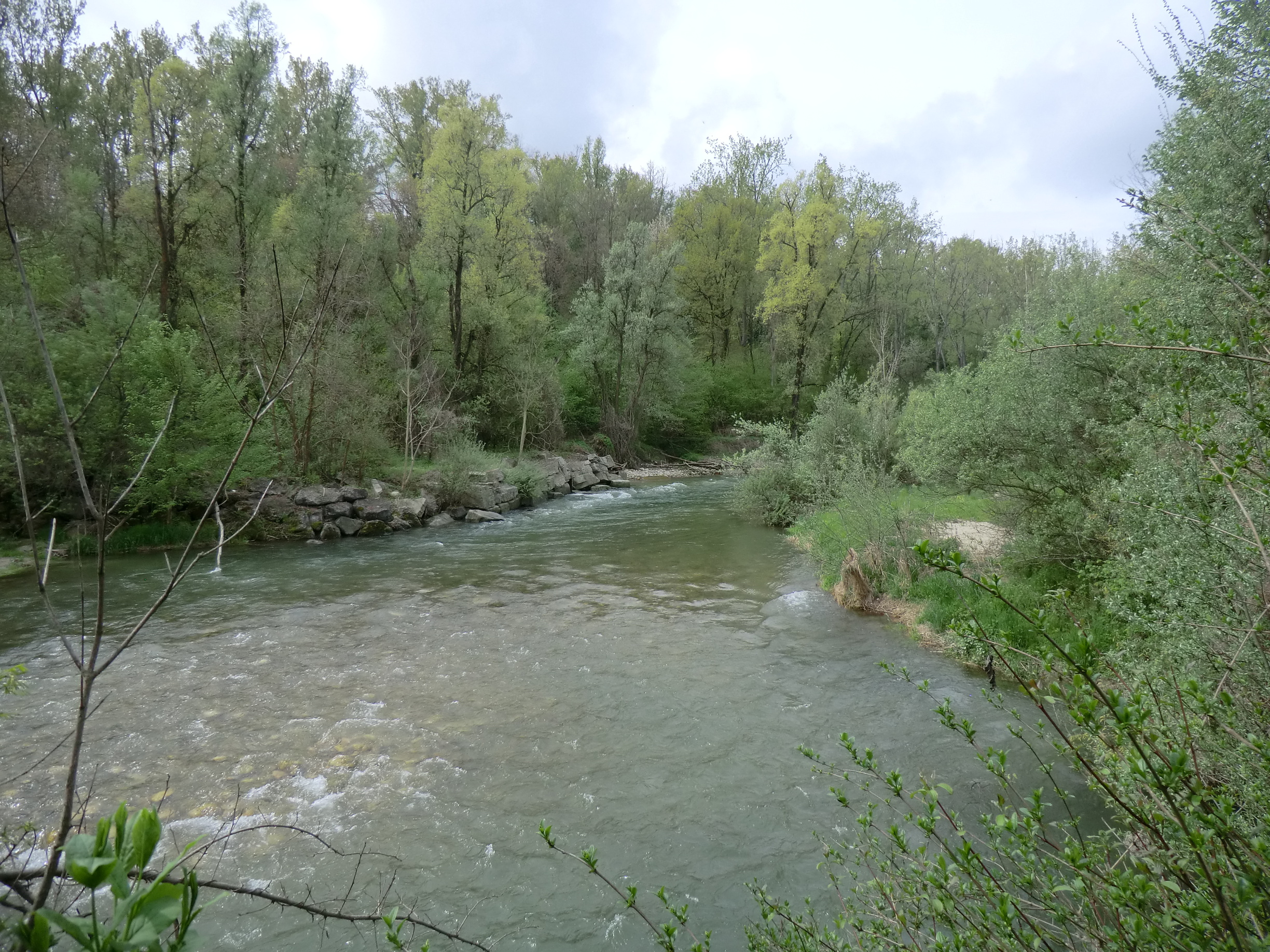
Il Pesio in pianura presso Morozzo

Particolarmente interessante è il ramo sorgentifero denominato "Sorgenti del Pis", raggiungibile a piedi in circa 1 ora dal "Pian delle Gorre": si tratta di un fenomeno carsico, in cui l'acqua sgorga direttamente dalla nuda roccia formando una cascata effimera. L'aggettivo "effimero" è dovuto al fatto che tale fenomeno è visibile soltanto in primavera (il periodo ideale è aprile), oppure dopo cospicue precipitazioni.